# Vrane (pesniška zbirka)
Vrane je pesniška zbirka Ervina Fritza. Prvič je izšla leta 2007.

## PODATKI
- Pisatelj: Ervin Fritz
- Ilustrator: Matjaž Schmidt
- Založba: Mladinska knjiga
- Vsebina: pesmi (o vranah s primerjavo človeka in njegovih lastnosti)
- Strani: 69
- Pesmi: 30

## PESMI
- Domači opravki
- Naj stanje
- Perspektiva
- Eskadrilja
- Razglas
- Letni časi
- Moda
- Kaj je najbolj kra
- Klateži
- Tiste z Barja
- Baharija, šempavska
- Tiste z Vranskega
- Savinji kmet
- Pozna prekmurska jesen
- Balada, kraška
- Bela vrana
- Vran, neimenovan
- Vrana, dežurna
- Stari vran
- Tepci, cepci, pogrebci
- Kakor se vzame
- Khm ahm!
- Sorodnice srake
- Sodišče
- Opera
- Pradedovo ljubezensko pismo
- Pravnukov ljubezenski sms
- Ženitev
- Zaklad
- Zaspane vrane